# 튜즈데이 웰드
튜즈데이 웰드(Tuesday Weld, 1943년 8월 27일 ~ )는 미국의 배우이다. 1960 골든 글로브상 신인여우상 수상자 중 한 명이다. 1977년 영화 《미스터 굿바를 찾아서》를 통해 아카데미 여우조연상 후보에 오르기도 했다.

## 영화
- 신시내티의 도박사
- 미스터 굿바를 찾아서
- 원스 어폰 어 타임 인 아메리카
- 폴링 다운